# Coll de Port
|  | Aquest article tracta sobre la collada entre l'Alt Urgell i el Solsonès. Vegeu-ne altres significats a «Coll de Port (desambiguació)». |

El Coll de Port és una collada de 1.668,7 m. d'altitud que es troba en el punt on s'uneixen la Serra del Port del Comte i el Serrat de la Sella. És partió d'aigües entre les conques del Segre i del Cardener, ja que comunica la vall de la rasa de Coll de Port i la del torrent de Coll de Port. També hi passa el límit entre els termes municipals de la Coma i la Pedra (vessant sud) i de Josa i Tuixén (vessant nord). És també, per tant, límit entre les comarques del Solsonès i de l'Alt Urgell.
Actualment hi passa la carretera LV-4012 de Sant Llorenç de Morunys a Tuixent i el GR 7. A l'època medieval hi passava el camí ral que unia Cardona amb la Seu d'Urgell.